# از درمان گذشته
از درمان گذشته (انگلیسی: A Burnt-Out Case) عنوان رمانی است از نویسندهٔ انگلیسی، گراهام گرین که به ماجراهای یک معمار و نقشه‌کش برجسته به نام کوئری می‌پردازد. کارکتر اصلی کتاب به دنبال فرار از شهرت و زندگی گذشته‌اش از طریق رودخانهٔ کنگو به یک مستعمره‌نشین و کلونی جذامی‌ها در آفریقا می‌رسد و تصمیم می‌گیرد که همان‌جا ساکن شود.

## عنوان کتاب
این کتاب در ایران با نام فصل بارانی توسط نشر نون به چاپ رسیده و مترجم، این عنوان را از ترجمهٔ فرانسوی کتاب برگزیده است.